# 固定観念
固定観念（こていかんねん）とは、ある人が自らの心中に潜在している「主観」「物事について抱いているイメージ」にとらわれており、考え方が凝り固まった状態。状況が違っても考え方を変えず、他者の意見に耳を貸さない頑固な考えおよび意識のこと。固着観念（こちゃくかんねん）ともいう。
なお、頻繁に使用される「固定概念」は誤用である。そもそも「概念」は客観的事実や辞書的意味を表し、主観を意味する「観念」とは対義的な語である。固定観念は「個人の思い込み」（主観的）であり、対する既成概念は「社会の思い込み」（客観的）である。

## 概要
『広辞苑』第3版では、絶えず行動を決定するように支配している観念だが、強迫観念のように病的なものではないとしている。1988年の『大辞林』では、他人の意見や、周囲の状況に応じて変化しない、行動を決めているような観念としている。
ある事象に対する思い込みがあるとき、慣用的に「固定観念にとらわれる」と表現することがある。たとえば、「鳥は飛ぶものである」という考えは、多くの人が持つ思い込みだが、固定観念ではない。飛ぶことのない鳥、たとえば、ペンギンやダチョウに対しては、一般的に思い込みから脱し、「飛ばない鳥もいる」という考えになる。ペンギンやダチョウの例を出して説明してもなお、様々な理屈を述べたりして、「鳥は飛ぶ」という観念や自己の主張を頑として変えない場合を固定観念と定義する。
固定観念は、培った経験や知識から形成され、思考の基盤にはなるが自由な発想を制限する。考えるための時間は残されているのに、固定観念の枠にはまってしまうと、その中で堂々巡りし行き詰まることがある。偏った情報が蓄積されることで固定観念が形成されることもある。

## 似ている言葉
既成概念は、社会に広まっている概念、考え方となる。「既成概念や固定観念にとらわれない」のように続けて用いられることもある。
固定観念と混同されやすいものに、ステレオタイプな考えがある。ステレオタイプは、判で押したような考え方や類別を意味し、多くの人が同じものを共有する状態を表す。単純で底が浅く無個性を特徴とし、タブロイド思考の一種ともいえる。ステレオタイプが大衆に受容される要因は、物事を単純化し類型化することで、複雑な思考の努力や反省が不要となり、流行などに乗って安易に受容可能となるためである。多くの人にとって、吟味や反省という行為は負担が大きく、いったん受け入れたステレオタイプを考え直すことが困難となり、固定観念化しやすい。
人は未知なことやよく知らないことについて、実証的な根拠に乏しい思い込み・先入観を持つことも多い。固着した先入観は改めにくいため、固定観念の様相を帯びるが、これも厳密には別の概念である。

## 固定観念からの脱却
固定観念による堂々巡りを脱して自由に発想するには、他者と共に考えたり発散的思考法が使われる。その方法としてブレインストーミングは多用されており、自分になかった視点に対する気づきを得て、固定観念から脱却することができる。
ブレインストーミングをする際には、誰かが支配的立場になることを防がねばならない。固定観念が参加者全員に拡大していく危険性があるため、発言数の偏りを整える調整役が必要となる。個人・集団にかかわらず固定観念に縛られるものであり、扇風機の改良について意見を集めてから、羽の改良に意見が集中した場合、これが固定観念となる。次回は別の部分の意見を求めるといった方法で、強制的に盲点について考えることができる。
「この物質は酸性」だと常識的に思い込んでいるようでは、新規化合物の開発につながらないということもある。

## 教育的な固定観念
2014年には日本の政府や文部科学省によって、教育IT化の推進が決定されたが、教師のなかには紙と鉛筆が重要だという固定観念を持っている場合もある。日本では、意思疎通のために英語を使わず、多くの教育者が「英語教育は読んで訳すものだ」という固定観念に縛られている。結果的に、意思疎通できない英語を教えていると批判され、学習者が英語を楽しく学べないとも言われる。教育を「教える」「教わる」の固定観念で考えず、「学ぶ」という主体性のある行動から考え直すこともできる。教師が教えているふり、生徒が学ぶふりをしているだけでは形式的であり、相互の演技となってしまう。